# Національний кіноархів – Аудіовізуальний інститут
Національний кіноархів – Аудіовізуальний інститут (пол. Filmoteka Narodowa – Instytut Audiowizualny, скорочено FINA) — польська державна бюджетна культурна установа з головним офісом у Варшаві. Підпорядковується Міністерству культури та національної спадщини.

## Історія
Інституція була створена 29 квітня 1955 року як Центральний кіноархів згідно з постановою Президії Уряду № 330/55. У 1970 році отримала назву Польський кіноархів, з 1987 року — Національний кіноархів. У сучасному вигляді функціонує з 1 березня 2017 року, після об’єднання з Національним аудіовізуальним інститутом.
З моменту заснування FINA є членом Міжнародної федерації кіноархівів (FIAF) — провідної міжнародної організації, що об'єднує національні кіноархіви.

## Діяльність
Основними напрямками діяльності FINA є:
- збирання, каталогізація, збереження, реставрація та надання доступу до колекцій, пов’язаних з польською аудіовізуальною спадщиною;
- створення, виробництво та промоція культурних творів високої художньої цінності;
- виробництво аудіовізуальних матеріалів на теми культури, науки та освіти для телебачення, інтернету та інших засобів розповсюдження;
- реалізація освітніх, наукових, видавничих та культурно-просвітницьких програм.

Інститут є оператором програми «Мережа артхаусних та місцевих кінотеатрів».

## Колекції
FINA володіє однією з найбільших колекцій аудіовізуальних матеріалів у Європі. Колекції поділяються за типами, кожна з яких має окремого куратора. Загальне керівництво здійснює головна кураторка колекцій — Ґражина М. Грабовська.

### Основні види колекцій
- Кіноколекції – художні, документальні та анімаційні фільми;
- Аудіовізуальні матеріали – відео- та аудіозаписи;
- Фотографічні матеріали – знімки зі знімальних майданчиків, портрети акторів, кадри з фільмів;
- Графіка** – постери, афіші, ескізи декорацій і костюмів;
- Літературні матеріали – сценарії, розкадрування, знімальні книги;
- Аудіо- та музичні архіви – включаючи оригінальні рукописи кіномузики;
- Бібліотечна колекція – фахова література, журнали, кіноогляди, прес-кліпінги.

## Fototeka
Fototeka — цифровий інтернет-архів, що представляє фотографічні матеріали з колекції FINA, пов’язані з історією польського кіно. Проєкт було започатковано у листопаді 2009 року у співпраці з Agencja Interaktywna 4K.
База даних містить:
- фотографії з фільмів (зокрема 1945–1989 років і довоєнного періоду),
- портрети режисерів, акторів, операторів, технічного персоналу,
- світлини з прем’єр, зйомок та кінофестивалів.

Ресурс демонструє як широко відомі, так і унікальні знімки з історії польського кінематографа.